# Departamento Atlántico (Argentina)
Atlántico es un departamento sui generis de la provincia del Chubut en Argentina, ya que fue establecido sobre los recursos vivos y no vivos del mar adyacente a sus costas en el océano Atlántico hasta unas 200 millas marinas. Las leyes nacionales, sin embargo, solo reconocen esa jurisdicción hasta las 12 millas marinas.

## Antecedentes
Al momento del establecimiento de la provincia del Chubut el 1 de mayo de 1958, con los límites fijados por ley nacional n.º 14408 sancionada el 15 de junio de 1955 que establece que limita al Este, por el Océano Atlántico, la jurisdicción marítima reclamada por Argentina era la establecida en el Código Civil de la Nación por la ley n.º 340 de 29 de septiembre de 1869:

Artículo 2340, inciso 1: (...) son bienes públicos del Estado general o de los Estados particulares: 1) los mares adyacentes al territorio de la República, hasta la distancia de 1 legua marina, medida desde la línea de la más baja marea.

El 29 de diciembre de 1966 fue promulgado por el Gobierno nacional el decreto ley n.º 17094 que extendió el mar argentino hasta 200 millas marinas:

Artículo 1. La soberanía de la Nación Argentina se extiende al mar adyacente a su territorio hasta una distancia de doscientas millas marinas, medidas desde la línea de las más bajas mareas, salvo en los casos de los golfos San Matías, Nuevo y San Jorge, en que se medirán desde la línea que une los cabos que forman sus boca.

El 22 de abril de 1968 se sancionó la ley n.º 17711, que reformó el Código Civil modificando el artículo n.º 2340:

Quedan comprendidos entre los bienes públicos: 1) los mares territoriales hasta la distancia que determine la legislación especial, independientemente del poder jurisdiccional sobre la zona contigua.

La ley nacional n.º 18502 de la jurisdicción provincial del mar territorial argentino publicada el 7 de enero de 1970 estableció para las provincias marítimas argentinas un mar territorial de 3 millas marinas.

Artículo 1. Las provincias ejercerán jurisdicción sobre el mar territorial adyacente a sus costas, hasta una distancia de 3 millas marinas medidas desde la línea de las más bajas mareas, salvo en los casos de los golfos San Matías, Nuevo y San Jorge, en que se tomarán desde la línea que une los cabos que forman su boca.

Artículo 2. El Estado nacional ejercerá jurisdicción exclusiva sobre el mar territorial argentino a partir del límite indicado en el artículo anterior hasta el máximo fijado en la ley 17.094.

## Creación del departamento
El 1 de junio de 1989 la Legislatura del Chubut sancionó la ley n.º 3317 por la cual creó el departamento Atlántico traspasando los límites de 3 millas náuticas que la ley nacional n.º 18502 había fijado para las jurisdicciones provinciales.

Artículo 1. La Provincia del Chubut ejerce el dominio y la jurisdicción de los recursos renovables y no renovables, orgánicos e inorgánicos existentes en las aguas, lecho y subsuelo del espacio marítimo adyacente hasta las doscientas (200) millas marinas.

Artículo 2. Créase el Departamento Atlántico, el que tendrá por límites: al Norte el Paralelo 42; al Sur el Paralelo 46; al Oeste la costa del Océano Atlántico y al Este el límite determinado por las doscientas millas marinas, contadas a partir del precitado límite Oeste, salvo en los casos de los Golfos San Jorge, Nuevo y San Matías en los que tal distancia será medida desde las líneas que unen los cabos que forman sus respectivas bocas.

Artículo 3. La investigación, la conservación, la protección, explotación y desarrollo de los recursos especificados en la presente Ley, son de competencia provincial y tendrán carácter prioritario.

Artículo 4. La presente Ley no será de aplicación a la actividad pesquera de carácter comercial.

Si bien la redacción de la ley no especifica si las islas oceánicas de Chubut forman parte del departamento Atlántico, el Instituto Geográfico Nacional publica mapas con la aclaración de que la jurisdicción del departamento es sobre los recursos especificados en la ley en el océano Atlántico.

## Evolución legal posterior
La ley nacional n.º 23968 sancionada el 14 de agosto de 1991 fijó las líneas de base a partir de las cuales se miden los espacios marítimos argentinos, ratificando que son aguas internas los golfos San Matías, Nuevo y San Jorge. La ley fijó la jurisdicción argentina sobre el mar adyacente a sus costas como: mar interior (de la costa hasta la línea de base), mar territorial (de la línea de base hasta las 12 millas marinas de ella), zona contigua (de 12 a 24 millas marinas) y zona económica exclusiva (de 24 a 200 millas marinas).
La ley nacional n.º 24145 promulgada el 13 de octubre de 1992 transfirió a las provincias la propiedad de los yacimientos de hidrocarburos existentes en el mar hasta las 12 millas marinas de la línea de base:

Artículo 1. Transfiérese el dominio público de los yacimientos de hidrocarburos del Estado Nacional a las Provincias en cuyos territorios se encuentren, incluyendo los situados en el mar adyacente a sus costas hasta una distancia de Doce (12) millas marinas medidas desde las líneas de base reconocidas por la legislación vigente (...)

c. (...) Continuarán perteneciendo al Estado Nacional los yacimientos de hidrocarburos (...) que se hallaren a partir del límite exterior del mar territorial, en la plataforma continental o bien hasta una distancia de Doscientas (200) millas marinas medidas a partir de las líneas de base.

El 11 de octubre de 1994 fue sancionada la primera reforma de la Constitución de la Provincia del Chubut, que en consonancia con la ley provincial incluyó la mención del departamento Atlántico:

Artículo 4. (...) El territorio de la Provincia queda dividido en dieciséis departamentos denominados: Atlántico, (...)

La ley Federal de Pesca n.º 24922 sancionada el 9 de diciembre de 1997 derogó expresamente la ley n.º 18502 y estableció:

Artículo 3. Son del dominio de las provincias con litoral marítimo y ejercerán esta jurisdicción para los fines de su exploración, explotación, conservación y administración, a través del marco federal que se establece en la presente ley, los recursos vivos que poblaren las aguas interiores y mar territorial argentino adyacente a sus costas, hasta las doce (12) millas marinas medidas desde las líneas de base que sean reconocidas por la legislación nacional pertinente.
 
Artículo 4. Son de dominio y jurisdicción exclusivos de la Nación, los recursos vivos marinos existentes en las aguas de la Zona Económica Exclusiva argentina y en la plataforma continental argentina a partir de las doce (12) millas indicadas en el artículo anterior (...)

Dado que constitucionalmente es atribución del Congreso de la Nación Argentina fijar los límites de las provincias (artículo 75 inciso 15 de la Constitución de la Nación Argentina), la ley n.º 24922 redujo de hecho y de derecho los límites del departamento Atlántico. Esta ley concedió atribuciones a las provincias hasta las 12 millas marinas para actividades pesqueras y reservó a la Nación todo lo que tenga que ver con las especies migratorias. 
El 30 de diciembre de 2004 fue sancionada la ley n.º 5295 que fue modificó el escudo de la provincia del Chubut agregando al sol una barra más, para incluir al departamento Atlántico, ya que la simbología considera que cada barra representa a un departamento. Dado que el escudo forma parte de la bandera provincial, esta se vio de hecho también modificada.
La ley nacional n.° 26446 sancionada el 3 de diciembre de 2008 y promulgada el 5 de enero de 2009 creó el parque interjurisdiccional marino costero Patagonia Austral. La jurisdicción se reparte entre la provincia del Chubut: parte del departamento Florentino Ameghino; y el Estado nacional: sector marítimo de 73 760 ha en el departamento Atlántico, islas y franja costera de 1500 m de ancho. Es parte de la reserva de biosfera Patagonia Azul.
La ley provincial n.º 4597 sancionada el 9 de septiembre de 2010 prohibió la captura bajo cualquier modalidad de mamíferos marinos dentro de las aguas y costas jurisdiccionales del departamento Atlántico.

## Límites
Los límites norte y sur siguen los paralelos que fijan los límites terrestres con las provincias de Río Negro (42° Sur) y Santa Cruz (46° Sur). Estos límites, sin embargo, no están delimitados por ley nacional.
El límite oeste fue fijado en la línea costera de los departamentos Biedma, Rawson, Florentino Ameghino y Escalante.
El límite exterior está fijado a 200 millas marinas de la costa excepto que en los golfos San Matías, Nuevo y San Jorge la distancia se debe tomar desde las líneas que unen sus respectivas bocas, en consonancia con la legislación nacional que reclama los espacios marítimos de esos golfos como aguas internas. Lo cual es objeto de rechazo por algunos países en lo que respecta a los golfos San Matías y San Jorge, por entender que exceden lo fijado en la Convemar de 1982. Desde la ley nacional n.º 24922, sin embargo, el límite exterior debe considerarse coincidente con el del mar territorial de Argentina. La provincia del Chubut adhirió al Régimen Federal de Pesca establecido en esa ley nacional mediante la sanción de la ley provincial n.º 4530.

## Recursos
La provincia del Chubut tiene flotas pesqueras, tangoneras langostineras y de pesca artesanal que explotan los recursos vivos del departamento.